# Ле-Муре
Ле-Муре (фр. Le Mouret) — громада  в Швейцарії в кантоні Фрібур, округ Сарін.

## Географія
Громада розташована на відстані близько 31 км на південний захід від Берна, 7 км на південь від Фрібура.
Ле-Муре має площу 18,6 км², з яких на 8,7% дозволяється будівництво (житлове та будівництво доріг), 48,1% використовуються в сільськогосподарських цілях, 42,8% зайнято лісами, 0,4% не є продуктивними (річки, льодовики або гори).

## Демографія
2019 року в громаді мешкало 3135 осіб (+7,4% порівняно з 2010 роком), іноземців було 14,7%. Густота населення становила 169 осіб/км².
За віковим діапазоном населення розподілялося таким чином: 21,4% — особи молодші 20 років, 61,5% — особи у віці 20—64 років, 17,1% — особи у віці 65 років та старші. Було 1263 помешкань (у середньому 2,5 особи в помешканні).
Із загальної кількості 823 працюючих 79 було зайнятих в первинному секторі, 221 — в обробній промисловості, 523 — в галузі послуг.